# Lista över fornlämningar i Jokkmokks kommun
Lista över fornlämningar i Jokkmokks kommun är en förteckning av ett urval av de fornlämningar som finns i Jokkmokks kommun.

## Jokkmokk
| Namn                                      | Lämningstyp             | Tillkomsttid | Historisk indelning | Plats | Läge                 | ID-nr          | Bild                                      |
| ----------------------------------------- | ----------------------- | ------------ | ------------------- | ----- | -------------------- | -------------- | ----------------------------------------- |
| 1)Haltinjarka2)Lappkyrkan (Jokkmokk 27:2) | Husgrund, historisk tid |              | Jokkmokk, Lappland  |       | 66.577525, 19.087608 | 10017100270002 | Ladda upp en bild av detta fornminne      |
| Jokkmokk 56:1                             | Minnesmärke             |              | Jokkmokk, Lappland  |       | 66.607093, 19.839648 | 10017100560001 | Ladda upp en bild av detta fornminne      |
| Jokkmokk 57:1                             | Kyrkstad                |              | Jokkmokk, Lappland  |       | 66.602245, 19.840988 | 10017100570001 | Ladda upp en bild av detta fornminne      |
| 3) Gammelgården (Jokkmokk 376:1)          | Husgrund, historisk tid |              | Jokkmokk, Lappland  |       | 66.952170, 17.711804 | 10017103760001 | Ladda upp en till bild av detta fornminne |
| 3) Gammelgården (Jokkmokk 376:2)          | Begravningsplats        |              | Jokkmokk, Lappland  |       | 66.951829, 17.710766 | 10017103760002 | Ladda upp en bild av detta fornminne      |
| 3) Gammelgården (Jokkmokk 376:3)          | Husgrund, historisk tid |              | Jokkmokk, Lappland  |       | 66.952235, 17.715818 | 10017103760003 | Ladda upp en till bild av detta fornminne |
| Jokkmokk 1700:1                           | Stensättning            |              | Jokkmokk, Lappland  |       | 66.784178, 19.970494 | 10017117000001 | Ladda upp en bild av detta fornminne      |
| Jokkmokk 1845:1                           | Stensättning            |              | Jokkmokk, Lappland  |       | 66.635773, 19.465898 | 10017118450001 | Ladda upp en bild av detta fornminne      |
| Jokkmokk 1849:1                           | Stensättning            |              | Jokkmokk, Lappland  |       | 66.639312, 19.465632 | 10017118490001 | Ladda upp en bild av detta fornminne      |
| Jokkmokk 2331:1                           | Röse                    |              | Jokkmokk, Lappland  |       | 66.996327, 17.947814 | 10017123310001 | Ladda upp en bild av detta fornminne      |
| Jokkmokk 2331:2                           | Stensättning            |              | Jokkmokk, Lappland  |       | 66.996320, 17.947717 | 10017123310002 | Ladda upp en bild av detta fornminne      |
| Jokkmokk 2332:1                           | Stensättning            |              | Jokkmokk, Lappland  |       | 66.999093, 17.964063 | 10017123320001 | Ladda upp en bild av detta fornminne      |
| Jokkmokk 2333:1                           | Stensättning            |              | Jokkmokk, Lappland  |       | 66.998490, 17.964718 | 10017123330001 | Ladda upp en bild av detta fornminne      |
| Jokkmokk 2418:1                           | Stensättning            |              | Jokkmokk, Lappland  |       | 67.001571, 17.544549 | 10017124180001 | Ladda upp en bild av detta fornminne      |
| Jokkmokk 2451:1                           | Stensättning            |              | Jokkmokk, Lappland  |       | 66.880203, 17.601227 | 10017124510001 | Ladda upp en bild av detta fornminne      |
| Jokkmokk 2454:1                           | Stensättning            |              | Jokkmokk, Lappland  |       | 66.880334, 17.417379 | 10017124540001 | Ladda upp en bild av detta fornminne      |
| Jokkmokk 3011:4                           | Brunn/kallkälla         |              | Jokkmokk, Lappland  |       | 67.466758, 16.896786 | 10017130110004 | Ladda upp en bild av detta fornminne      |
| Jokkmokk 3024:1                           | Stensättning            |              | Jokkmokk, Lappland  |       | 67.097852, 17.749487 | 10017130240001 | Ladda upp en bild av detta fornminne      |
| Jokkmokk 3080:1                           | Stensättning            |              | Jokkmokk, Lappland  |       | 67.111445, 17.737399 | 10017130800001 | Ladda upp en bild av detta fornminne      |
| Jokkmokk 3381:1                           | Husgrund, historisk tid |              | Jokkmokk, Lappland  |       | 67.270727, 17.056923 | 10017133810001 | Ladda upp en bild av detta fornminne      |
| Jokkmokk 3709:3                           | Stensättning            |              | Jokkmokk, Lappland  |       | 67.218825, 18.292039 | 10017137090003 | Ladda upp en bild av detta fornminne      |
| Jokkmokk 3885:1                           | Husgrund, historisk tid |              | Jokkmokk, Lappland  |       | 67.626000, 17.133506 | 10017138850001 | Ladda upp en bild av detta fornminne      |
| Jokkmokk 4039:2                           | Husgrund, historisk tid |              | Jokkmokk, Lappland  |       | 67.377576, 18.023524 | 10017140390002 | Ladda upp en bild av detta fornminne      |
| Jabmeksuolloi (Jokkmokk 4893)             | Begravningsplats        |              | Jokkmokk, Lappland  |       | 67.474460, 18.337460 | 12000000075254 | Ladda upp en bild av detta fornminne      |